# Lyxbil

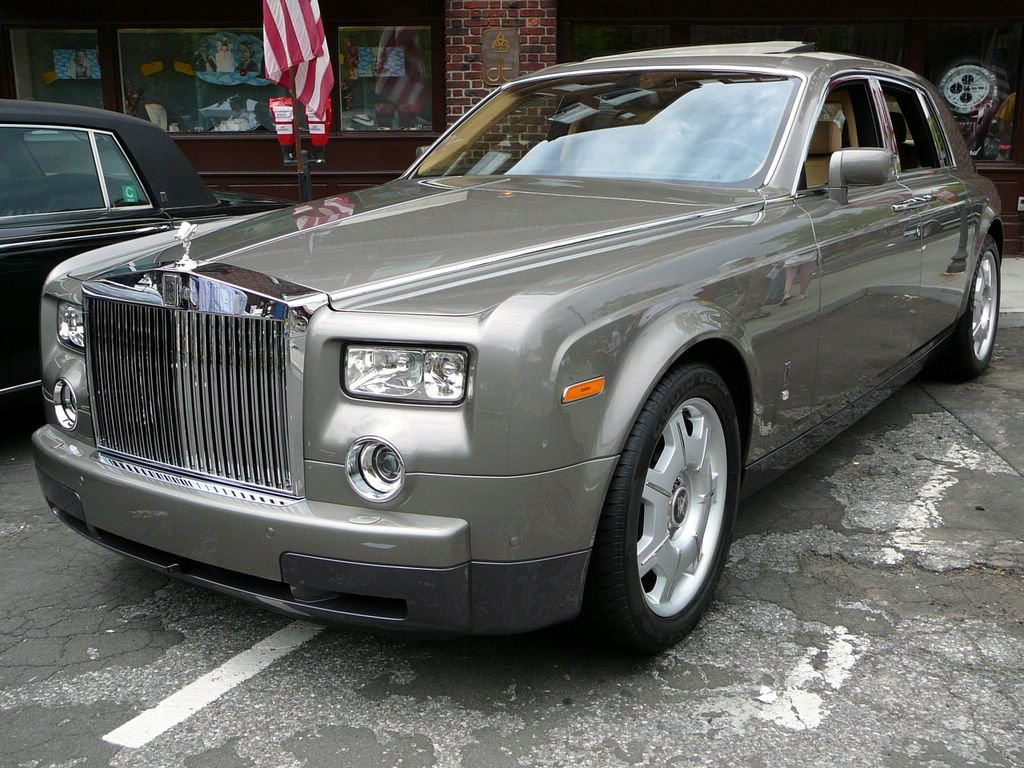
Rolls-Royce Phantom, årsmodell 2003

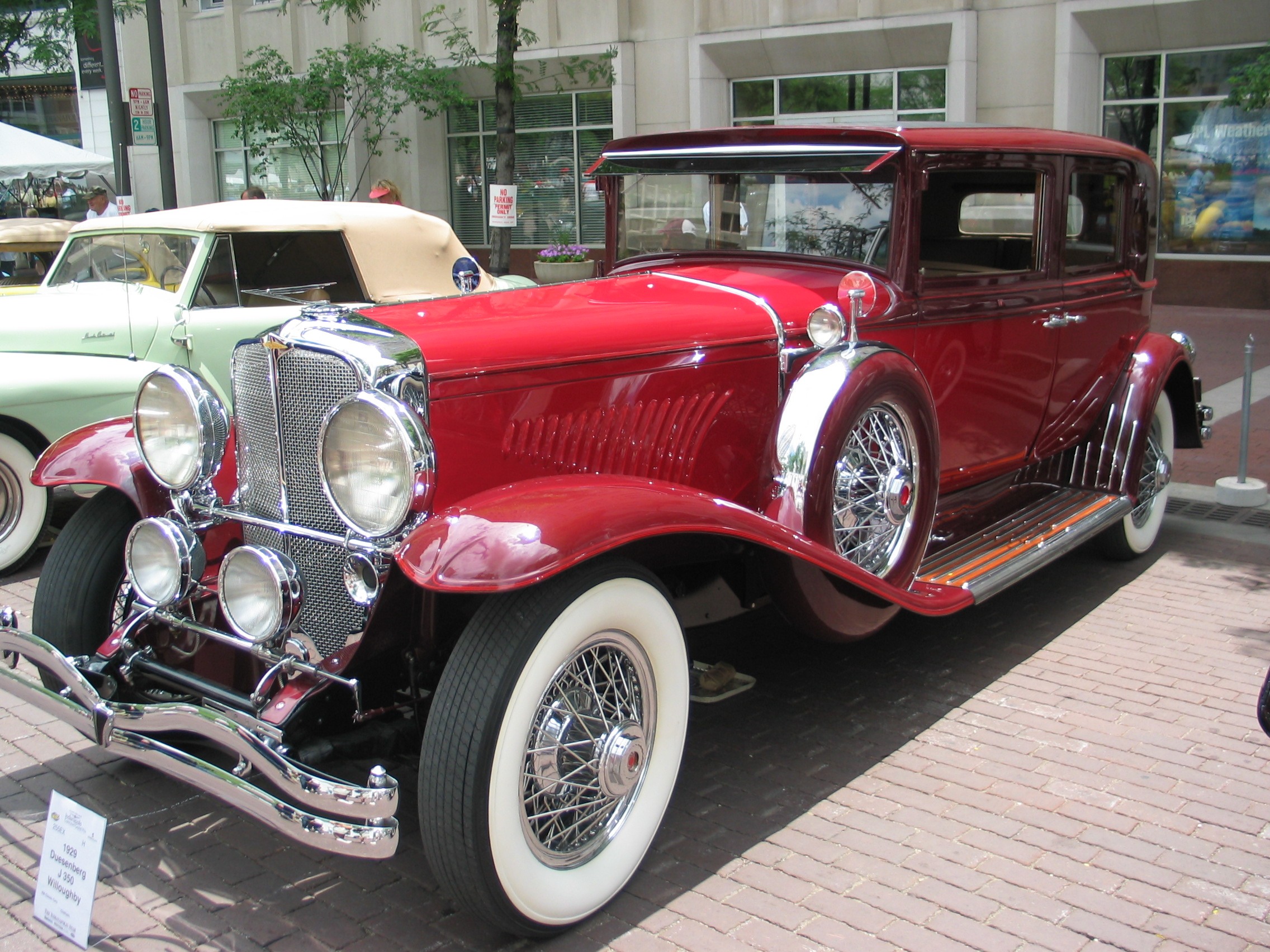
Duesenberg J350 Willoughby från 1929

Lyxbil är ett relativt vagt begrepp, men kännetecknar typiskt såväl som historiskt en stor bil med stor, väl ljudisolerad motor, mjuk fjädring, ordentligt tilltaget benutrymme och påkostad inredning, ofta med ädelträ.
Den mest prototypiska lyxbilstillverkaren torde vara Rolls-Royce Motor Cars – detta framför allt av historiska skäl och medial uppmärksamhet, inte på grund av att dessa bilar skulle vara "lyxigast" (även Bentley, Maybach m.fl. gör extremt påkostade bilar) eller vanligast (de största bilarna från exempelvis Audi, BMW, Cadillac, Jaguar, Lexus, Lincoln eller Mercedes-Benz skulle tveklöst kunna kallas lyxbilar).
Historien har sett lyxbilstillverkare komma och gå, och Duesenberg är ett klassiskt exempel på en lyxbil i mellankrigstid.